# Supercoppa brasiliana 2017 (pallavolo femminile)
La Supercoppa brasiliana 2017 si è svolta il 13 ottobre 2017: al torneo hanno partecipato due squadre di club brasiliane e la vittoria finale è andata per la terza volta consecutiva al Rio de Janeiro.

## Regolamento
Le squadre hanno disputato una gara unica.

## Squadre partecipanti
| Squadra        | Qualificazione                                              | Ultima partecipazione      |
| -------------- | ----------------------------------------------------------- | -------------------------- |
| Rio de Janeiro | Vincitrice Superliga Série A 2016-17/Coppa del Brasile 2017 | Supercoppa brasiliana 2016 |
| Minas          | Finalista Coppa del Brasile 2017                            | Debutto                    |

## Torneo
| 13 ottobre 2017 Centro de Formação Olímpica, Fortaleza Durata: ? - Spettatori: ? | Rio de Janeiro | 3 - 2 | Minas | 21-25, 25-22, 25-19, 19-25, 15-10 |